# Un giorno insieme (album)
Un giorno insieme è il terzo album in studio del gruppo musicale italiano Nomadi.

## Il disco
Venne pubblicato in Italia nel 1973 dalla EMI Italiana, su etichetta Columbia. Dopo un'assenza di un anno, nel gruppo ritornò il chitarrista Franco Midili. All'album fu fatta seguire una tournée che vide il gruppo suonare anche negli Stati Uniti d'America.

## Tracce
Lato A
1. Un giorno insieme – 3:16 (testo: Claudio Daiano e Luigi Albertelli – musica: Roberto Soffici)
2. Il gigante – 4:35 (testo: Luigi Albertelli – musica: Roy Wood)
3. Tornerò – 3:41 (Leva/Sacchi/Reverberi)
4. Abbi cura di te – 4:50 (testo: Luigi Albertelli – musica: Beppe Carletti)

Lato B
1. Stagioni (4'50") (testo di Luigi Albertelli/Bernie Taupin, musica di Elton John)
2. Un po' di me (4'26") (testo di Luigi Albertelli, musica di Beppe Carletti)
3. Domani (3'35") (testo di Mogol,  musica di Mario Lavezzi)
4. Icaro (4'12") (testo di Luigi Albertelli,  musica di Bruce Waddell/Steve Hammond)

## Formazione
- Augusto Daolio: voce, sintetizzatore
- Beppe Carletti: tastiere acustiche ed elettroniche
- Franco Midili: chitarre acustiche
- Umberto Maggi: basso, contrabbasso e violoncello
- Paolo Lancellotti: percussioni

Orchestra diretta da Gian Piero Reverberi.
Il disco venne registrato tra febbraio e marzo del 1973 presso lo Studio Fonorama di Milano. I tecnici del suono furono Gaetano Ria e Bruno Malasoma.

## Singoli
- Un giorno insieme/Crescerai (quest'ultima non presente nell'album) - 1973